# Duroc (Unternehmen)
Die Duroc AB ist ein schwedisches Unternehmen mit Sitz in Stockholm. Duroc erwirbt und entwickelt Industrie- und Handelsunternehmen. Diese streben mit fundierten Technologie- und Marktkenntnissen führende Positionen in ihren jeweiligen Branchen an.
Unternehmen / Geschäftsfelder von Duroc sind:
- Plastibert (stellt in Belgien beschichtete Textilien her)
- Cresco (textilbasierte Lösungen für den professionellen Anbau von Nutzpflanzen)
- Drake Extrusion (nordamerikanischer Hersteller von farbigen Garnen und Fasern auf Polypropylenbasis)
- Duroc Maschine Tool (Anbieter von Werkzeugmaschinen, Werkzeugen und Service für Maschinenbauunternehmen in Skandinavien und im Baltikum)
- Duroc Rail (Wartung von Eisenbahnrädern und -radsätzen)
- International Fibres Group (europäischer Hersteller von Stapelfasern auf Polypropylenbasis)
- Sonstiges (andere kleinere Unternehmen)

Im deutschsprachigen Raum ist Duroc mit der IFG Asota GmbH in Linz vertreten. Dort produzieren am Standort Linz 90 Mitarbeiter jährlich bis zu 31.000 Tonnen Stapelfasern.